# Partula candida
Partula candida foi uma espécie de gastrópodes da família Partulidae.
Foi endémica da Polinésia Francesa.